# Lijst van gouverneurs van Atjeh
Dit is een lijst van gouverneurs van Atjeh gedurende de negentiende eeuw en het begin van de twintigste eeuw.

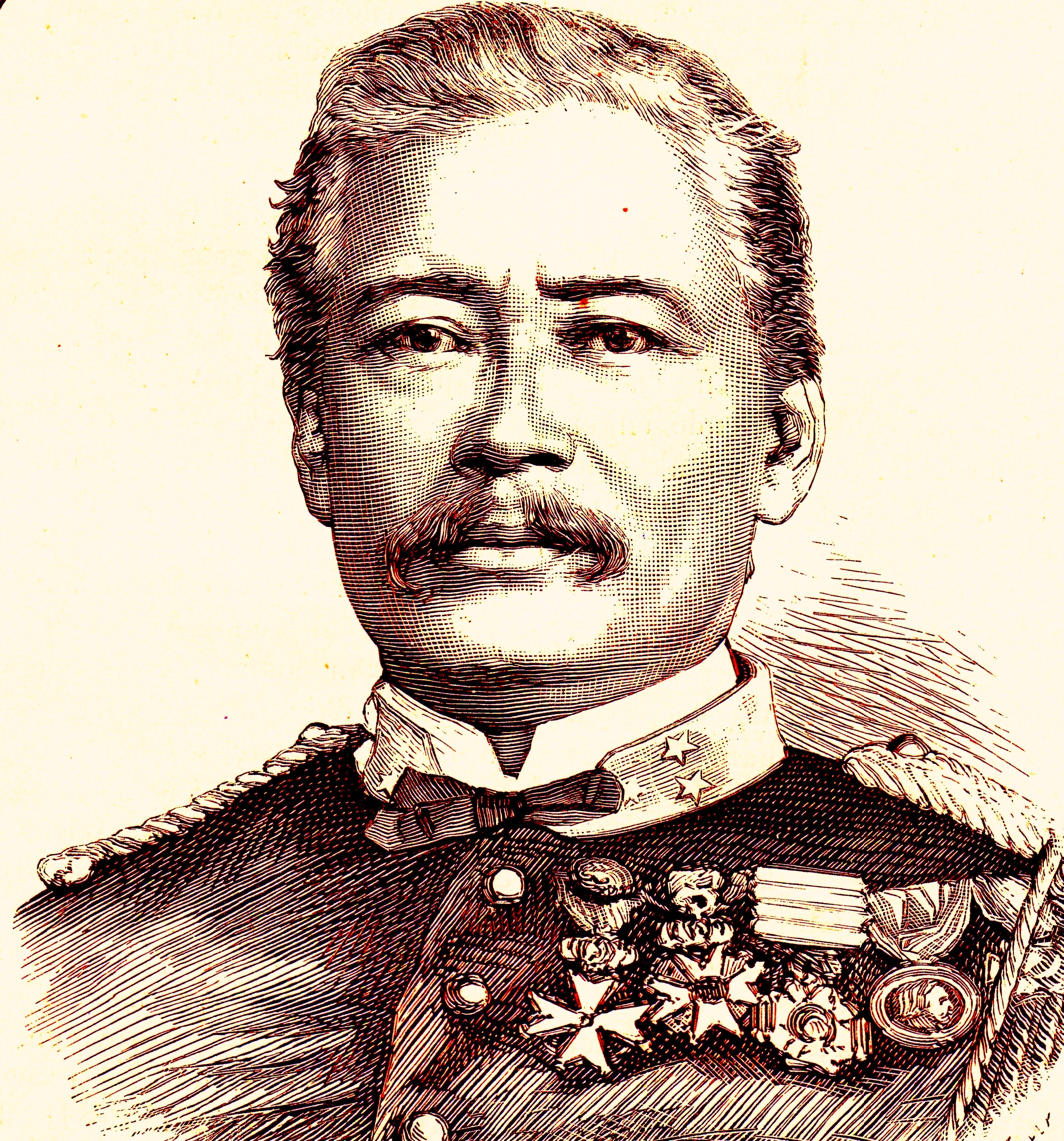
Karel van der Heijden, militair gouverneur van Atjeh van 1877 tot 1881.

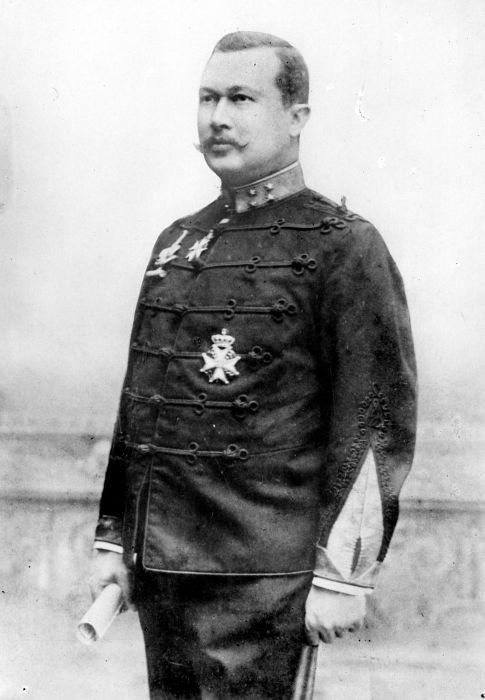
Gotfried Coenraad Ernst van Daalen, militair gouverneur van Atjeh van 1905-1908.

| periode     | naam gouverneur | Functie                                                   |
| ----------- | --- | --------------------------------------------------------- |
| 1873 - 1874 | Jan van Swieten | opperbevelhebber                                          |
| 1874 - 1876 | Johannes Ludovicius Jakobus Hubertus Pel                                                                               | opperbevelhebber                                          |
| 1876 - 1876 | Gerardus Wiggers van Kerchem                                                                                           | opperbevelhebber                                          |
| 1876 - 1877 | August Diemont | opperbevelhebber                                          |
| 1877 - 1881 | Karel van der Heijden                                                                                                  | civiel en militair gouverneur                             |
| 1881 - 1883 | Abraham Pruijs van der Hoeven                                                                                          | civiel gouverneur                                         |
| 1883 - 1884 | Philip Franz Laging Tobias                                                                                             | civiel gouverneur                                         |
| 1884 - 1886 | Henry Demmeni | militair en civiel gouverneur                             |
| 1886 - 1891 | Henri Karel Frederik van Teijn                                                                                         | militair en civiel gouverneur                             |
| 1891 - 1896 | Christoffel Deykerhoff                                                                                                 | militair en civiel gouverneur                             |
| 1896 - 1897 | tijdelijk Johannes Wouter Stemfoort, feitelijk Jacobus Augustinus Vetter; Jan Jacob Karel de Moulin vier dagen in 1896 | militair commandant en K.F.H.van Langen civiel bestuurder |
| 1897 - 1904 | Joannes Benedictus van Heutsz                                                                                          | militair en civiel gouverneur                             |
| 1904 - 1905 | Johan Cornelis van der Wijck                                                                                           | militair en civiel gouverneur                             |
| 1905 - 1908 | Gotfried Coenraad Ernst van Daalen                                                                                     | militair en civiel gouverneur                             |
| 1908 - 1918 | Henri Nicolas Alfred Swart                                                                                             | militair en civiel gouverneur                             |
| 1918 - 1923 | A.G.H. van Sluys | militair en civiel gouverneur                             |
| 1923 - 1925 | A.M. Hens | militair en civiel gouverneur                             |
| 1925 - 1929 | Oscar Maurits Goedhart                                                                                                 | militair en civiel gouverneur                             |
| 1929 - 1932 | A.H. Philips | militair en civiel gouverneur                             |
| 1932 - 1936 | A.Ph. van Aken | militair en civiel gouverneur                             |
| 1936 - 1938 | J. Jongejans | militair en civiel gouverneur                             |
| 1938 - 1942 | J. Pauw | militair en civiel gouverneur                             |

| Atjeh-oorlog zie ook Poeloe Bras, Poeloe Raja en Atjeh Tram |
|                                                             |

Eerste expeditie · Tweede expeditie · Atjehoorlog onder leiding van kolonel Pel · Verovering van Lam Poeloe · Verovering van Lam Ara (Oleij-loe) · Verovering van Garouw · Verovering van Kota Alam · Oprichting van de Ooster-Benteng · Verovering van Lemboe en Berauw · Verovering van Soerian · Periode van de afwachtende houding · Oorlog onder leiding van generaal van der Heijden · Batoe Iliq · Periode van het civiele bestuur · Voortzetting van de afwachtende politiek · Edi-expeditie · Periode van verdere achteruitgang · Kaloet-affaire · Periode van 1896-1901 · Pedir-expeditie · Tocht van G. van Daalen · Verovering door Japan